# Młode strzelby II
Młode strzelby II (ang. Young Guns II: Blaze of Glory) – amerykański western z 1990 roku w reżyserii Geoffa Murphy'ego.

## Obsada
- Emilio Estevez – William H. "Billy the Kid" Bonney
- Kiefer Sutherland – Josiah Gordon Doc Scurlock
- Lou Diamond Phillips – Jose Chavez y Chavez
- Christian Slater – Arkansas Dave Rudabaugh
- William Petersen – Patrick Floyd Pat Garrett
- Alan Ruck – Hendry William French
- R.D. Call – D.A. Rynerson
- James Coburn – John Simpson Chisum
- Balthazar Getty – Tom O'Folliard
- Jack Kehoe – Ashmun Upson
- Robert Knepper – deputowany Carlyle
- Tom Kurlander – J.W. Bell
- Viggo Mortensen – John W. Poe
- Leon Rippy – Bob Ollinger
- Tracey Walter – Beever Smith

i inni

## Opis fabuły
Banda Billy’ego the Kida jest ścigana przez prawo. Dwaj członkowie – Doc i Jose – zostają schwytani. Billy'emu udaje się ich odbić. Ruszają w stronę Meksyku. Szeryf John Chisum wynajmuje Pata Garretta, żeby zabił Billy’ego. Wyznacza 1000 dolarów nagrody...

## Nagrody i nominacje
Oscary za rok 1990
- Najlepsza piosenka – Blaze of Glory – muz. i sł. Jon Bon Jovi (nominacja)

Złote Globy 1990
- Najlepsza piosenka – Blaze of Glory – muz. i sł. Jon Bon Jovi